# Shake It Up: Made in Japan Digital EP
Shake It Up: Made in Japan Digital EP, è la colonna sonora del film Shake It Up: Made in Japan basato sulla serie A tutto ritmo (Shake It Up). Composto da 5 Brani, serve per le coreografie di Bella Thorne e Zendaya nel film.

## Tracce CD
1. Made in Japan (Zendaya e Bella Thorne)
2. Fashion Is My Kryptonite (Zendaya e Bella Thorne)
3. The Same Hearts (Zendaya e Bella Thorne)
4. The Sophomore Remix - TTYLXOX (Bella Thorne)
5. Where's the Party / Don't Push Me / Show Ya How (Dave Audio Medley)